# Pečerský rajón
Pečerský rajón (ukrajinsky Печерський район, Pečers'kyj rajon) je rajón (okres) v středu Kyjeva. Rajón byl vytvořen v roce 1945. Rajón se skládá ze čtvrtí Čorna hora, Verchňa Telyčka, Vydubyči, Saperne pole, Zvirynec, Pečersk, Chresty, Čerepanova hora, Berestove, Klov, Bessarabka a Lypky.

## Geografie
Rajón se nachází na pravém břehu Dněpru. Nachází se v středu Kyjeva, kdy na severu hraničí s Podilským a Ševčenkivským rajónem, na jihu a východě s Holosijivským rajónem.

## Obyvatelstvo

### Počet obyvatel
| Rok            | 2001    | 2008    | 2022    |
| -------------- | ------- | ------- | ------- |
| Počet obyvatel | 131 127 | 135 994 | 165 354 |

### Struktura populace
- Struktura obyvatel z roku 2001

## Doprava
Hlavní třídy rajónu jsou bulvár Mikoly Michnovskoho, Naberežne šose a bulvár Lesi Ukrajinky. Rajónem prochází evropská silnice E95.
Rajón obsluhuje Kyjevské metro, konkrétně všechny tři linky, rajón obsluhuje dvanáct stanic Chreščatyk, Arsenalna, Dnipro, Majdan Nezaležnosti, Plošča Ukrajinskych Herojiv, Olimpijska, Palac Ukrajina, Lybidska, Palac sportu, Klovska, Pečerska a Zvirynecka. Rajón ale také obsluhují trolejbusy a autobusy.